# 拉氏马先蒿
拉氏马先蒿（学名：Pedicularis labordei）是列当科马先蒿属的植物，是中国的特有植物。分布于中国大陆的云南、四川、贵州等地，生长于海拔2,800米至3,500米的地区，多生长在高山草地上，目前尚未由人工引种栽培。